# دیوید ریچاردسون (استاد)
دیوید ریچاردسون (انگلیسی: David Richardson؛ زادهٔ اوت ۱۹۶۴ (۶۰ سال)) سیاست‌مدار اهل بریتانیا و از دانش‌آموختگان دانشگاه بیرمنگام است.